# Miasto Prijedor
Miasto Prijedor (serb. Град Приједор / Grad Prijedor) – jednostka administracyjna w Bośni i Hercegowinie, w Republice Serbskiej. W 2013 roku liczyła 80 916 mieszkańców.